# Кизилка (приток Фиагдона)
Кизилка — река в России, протекает в Пригородном и Ардонском районах республики Северная Осетия-Алания. Длина реки составляет 28,2 км. Площадь водосборного бассейна — 216 км².
Река отделяется от реки Гизельдон на высоте 685,8 метра над уровнем моря в селении Гизель, течёт в северо-западном направлении вдоль селения Нижняя Саниба и станицы Архонской, пересекает дорогу Р295 и впадает в р. Фиагдон между селением Кирово и городом Ардоном на высоте 392,3 метра над уровнем моря на расстоянии 3,3 км по правому берегу. У с. Кирово скорость течения воды равна 1,2 м/с; ширина реки выше автомобильного моста — 15 метров, глубина — 0,5 метра.
Основные притоки — Бурчак и Кубанка.

## Данные водного реестра
По данным государственного водного реестра России относится к Западно-Каспийскому бассейновому округу, водохозяйственный участок реки — Ардон. Речной бассейн реки — реки бассейна Каспийского моря междуречья Терека и Волги. Код водного объекта в государственном водном реестре — 07020000112108200003481.

## Уточнения
1. ↑  Согласно ГКГН и листу карты K-38-29, Кизилка является правым притоком Фиагдона; в государственном водном реестре этот водоток обозначен как река Гизал-Дон, длиной 8,1 км, среднее течение течение — как низовья Бурчака от устья до места впадения Кизилки на расстоянии 4,1 км от устья, а верховья — как собственно Кизилка длиной 16 км
2. ↑  Код Гизал-Дона — 07020000112108200003429